# Izvor, Burgas
Izvor (în bulgară Извор) este un sat în comuna Burgas, regiunea Burgas,  Bulgaria. 

## Demografie
Componența etnică a satului Izvor
     Bulgari (88,9%)
     Nicio identificare (10,35%)
     Altele (0,73%)
La recensământul din 2011, populația satului Izvor era de 541 locuitori. Din punct de vedere etnic, majoritatea locuitorilor (88,9%) erau bulgari. Pentru 10,35% din locuitori nu este cunoscută apartenența etnică.